# Travneve, Horodnea
Travneve (în ucraineană Травневе) este un sat în comuna Hotivlea din raionul Horodnea, regiunea Cernihiv, Ucraina.

## Demografie
Componența lingvistică a localității Travneve
     Ucraineană (98,67%)
     Rusă (1,33%)
Conform recensământului din 2001, majoritatea populației localității Travneve era vorbitoare de ucraineană (98,67%), existând în minoritate și vorbitori de rusă (1,33%).